# Tigermilk
Tigermilk ist das Debütalbum der schottischen Indie-Band Belle and Sebastian. Es erschien 1996 in limitierter Auflage und wurde 1999 neuveröffentlicht.

## Entstehung
Der Bandgründer Stuart Murdoch besuchte von 1995 bis 1996 am Stow College von Glasgow einen Kurs für Musikproduktion. Im Rahmen dieses Kurses ist die Herausgabe einer selbstproduzierten Platte auf dem schuleigenen Label Electric Honey vorgesehen. Normalerweise beschränkte man sich auf eine Single, Murdoch hatte jedoch bereits genug Songmaterial parat, dessen Qualität auch die Kursleitung überzeugte, dass zum ersten Mal ein komplettes Album produziert wurde. Unter den Schülern des Colleges suchte Murdoch nach Interessenten zur Gründung einer Band, wählte zehn Stücke aus und schuf damit das Album Tigermilk.
Es wurden 1000 Vinyl-LPs produziert, davon etwa 600 an Freunde, Bekannte und Radiostationen verteilt, der Rest wurde nach und nach verkauft. Allein durch Mundpropaganda verbreitete sich der Ruf der Band, die ausschließlich als College-Projekt angelegt war und deshalb nur wenige öffentliche Auftritte hatte. Die ungewöhnlichen Arrangements und phantasievollen Texte auf Tigermilk zogen immer mehr Fans in ihren Bann, als schon längst alle Platten verkauft waren. Man behalf sich über drei Jahre mit wiederholter Überspielung des Albums auf Bandkassetten, die im Bekanntenkreis in Umlauf gebracht wurden, die Original-LPs bekamen Seltenheitswert. Als Spitzenpreis wurde für eine signierte Tigermilk-LP auf einer Auktion die Summe von £810 bezahlt.
Im Juni 1999, Belle and Sebastian hatten inzwischen zwei Alben und vier EPs herausgegeben, erschien bei dem Londoner Independent-Label Jeepster die von vielen lang ersehnte Neuauflage von Tigermilk als CD und LP in der originalen Gestaltung. Die Wiederveröffentlichung erreichte Platz 13 der britischen Albumcharts.

## Titelliste
Alle Songs stammen aus der Feder von Stuart Murdoch.
1. The State I Am In – 4:57
2. Expectations – 3:34
3. She’s Losing It – 2:22
4. You’re Just a Baby – 3:41
5. Electronic Renaissance – 4:50
6. I Could Be Dreaming – 5:56
7. We Rule The School – 3:27
8. My Wandering Days are Over – 5:25
9. I Don’t Love Anyone – 3:56
10. Mary Jo – 3:29

## Rezeption
Das Debütalbum wurde überwiegend positiv bewertet. Das britische Magazin Fact wählte es auf Platz 57 der 100 besten Alben der 1990er Jahre. Tigermilk wurde in die 1001 Albums You Must Hear Before You Die aufgenommen. Der Song The State I Am In belegt Platz 17 der 200 besten Songs des Jahrzehnts von Pitchfork.